# Eleição municipal de Foz do Iguaçu em 2024
A eleição municipal de Foz do Iguaçu em 2024 ocorreu no dia 6 de outubro de 2024, com o objetivo de eleger prefeito, vice-prefeito e membros da Câmara de Vereadores.
O prefeito titular era Chico Brasileiro (PSD), que não se candidatou a reeleição. Sete candidatos concorreram à prefeitura de Foz do Iguaçu. General Silva e Luna (PL) foi eleito prefeito com 50,14%.

## Resultado da eleição para prefeito

### Primeiro turno
| Candidatos a prefeito   | Número | Votação | Percentual |
| ----------------------- | ------ | ------- | ---------- |
| General Silva e Luna PL | 22     | 73.522  | 50,14%     |
| Paulo Mac Donald PP     | 11     | 47.775  | 32,58%     |
| Airton José PSB         | 40     | 16.166  | 11,03%     |
| Samis da Silva PSDB     | 45     | 6.856   | 4,68%      |
| Zé Elias UNIÃO          | 44     | 1.797   | 1,23%      |
| Jurandir de Moura REDE  | 18     | 277     | 0,19%      |
| Sérgio Caimi PMB        | 35     | 227     | 0,15%      |